# كرايغ مكاي
كرايغ مكاي (بالإنجليزية: Craig McKay)‏ هو مونتير ومنتج أفلام ومخرج أمريكي، ولد في القرن العشرين في وادي هدسون في الولايات المتحدة.

## وصلات خارجية
- كرايغ مكاي على موقع IMDb (الإنجليزية)
- كرايغ مكاي على موقع قاعدة بيانات الأفلام العربية
- كرايغ مكاي على موقع ألو سيني (الفرنسية)
- كرايغ مكاي على موقع أول موفي (الإنجليزية)
- كرايغ مكاي على موقع قاعدة بيانات الأفلام السويدية (السويدية)
- كرايغ مكاي على موقع قاعدة بيانات الفيلم (الإنجليزية)
- كرايغ مكاي على موقع كينوبويسك (الروسية)